# Stavroula Tsolakidou
Stavroula Tsolakidou (en grec: Σταυρούλα Τσολακίδου, nascuda el 24 de març de 2000) és una jugadora d'escacs grega que té els títols de Mestre Internacional i Gran Mestre Femení.
És la jugadora grega número 1 del rànquing al maig de 2018.

## Resultats destacats en competició
Tsolakidou va néixer a Kavala, al nord de Grècia, el 24 de març de 2000. Va guanyar el Campionat Mundial d'escacs femení sub-14 el 2013, aconseguint així el seu títol de Mestre de la FIDE femení. Va obtenir el títol de Mestra Internacional Femenina el 2014, i va guanyar el Campionat del món femení sub-16 el 2015. El 2016, va obtenir el títol de Gran Mestra Femenina. i va guanyar el Campionat del món femení sub-18. Va rebre el títol de Mestre Internacional l'abril de 2018.
El maig de 2018 va guanyar el Campionat d'Itàlia per equips femení amb l'equip Caissa Italia (va guanyar les dues partides que hi va disputar).